# Трстенци
Трстенци су насељено мјесто у општини Дервента, Република Српска, БиХ. Према попису становништва из 1991. у насељу је живјело 894 становника.

## Географија
Насеље Трстенци се налази уз ријеку Саву, на путу Дервента — Кобаш у дужини око 4,5 км. На источној страни граничи са насељем Пјеваловац, а на западном дијелу са насељем Корови. Има своје засеоке који се протежу од главног пута према југу, а пењу се у брежуљкасти дио насеља под обронке Мотајице. Називи заслака (почев од истока) су: Кладари, Каменовац, Лужани, Ријека, Милинковића пут и Грабици.

## Историја
ИМЕ СЕЛА
Село Трстенци припада општини Дервента, а лоцирано је уз ријеку Саву, на путу Дервента Кобаш у дужини око 4,5 км. Има своје засеоке који се протежу од главног пута према југу, а пењу се у брежуљкасти дио села под обронке Мотајице. На источној страни село граничи са селом Пјеваловац, а на западном дијелу са селом Корови. Називи засеока села почев од истока су : Кладари, Каменовац, Лужани, Ријека, Милинковића пут и Грабици. Село је настањено становништвом српске националности, а понекад се нашла и која породица друге нације. Село броји око 250 домаћинстава и око 900 становника. Најбројније фамилије у селу су: Недић, Милинковић итд. Нисам нашао писани документ, а ни усмену потврду по чему је село добило име, па све ово што ћу навести су само претпоставке.
ПРВА ПРЕТПОСТАВКА
Пошто у равничарском дијелу села, тј. у ритовима, расте трстика или трска, постоји могућност да је село добило име по трстици. За вријеме Турака на овим просторима трстика се пуно користила за плетење којекаквих простирки зване „хасуре“. Познато је да су турски обичаји да су се обреди пијења кафе, као и јела обављали на поду. Трстика је у то вријеме кориштена за облагање зидова унутар куће. Пошто је трстика била пуно у примјени, а расла је на нашем простору, тако постоји могућност да је село по њој добило име Трстенци
ДРУГА ПРЕТПОСТАВКА
У једном дијелу села, још давно су биле засађене плантаже винограда. Пошто у хрватском и словеначком језику чокот називају трс, а од ријечи трс у множини изводи се назив Трстенци. То је једна од претпоставки. Почетком двадесетог вијека власник поменутих винограда био је човјек са презименом Тајч, а националност му је била јеврејска. Он је имање продао Хрватима досељеним из Истре. Ми смо их једноставно звали Истријанци. Са ових простора су одселили почетком Другог свјетског рата и никада се више нису вратили.
ЗАСЕОЦИ СЕЛА
Сви засеоци у Трстенцима имају своја логична имена, осим засеока КЛАДАРИ. О имену засеока Кладари постоји претпоставка. Пошто је заселак познат по пуно природних извора воде, људи су изворе сакупљали у мале базенчиће, а из базена, обично дрвеним коритом, постизали да вода пада у млазу и олакшава точење. Такви извори су називани „точак“. Прије тога су кориштене шупље кладе као цијеви за скупљање воде и називане су „кладенице“. Моја претпоставка је да је заселак и добио назив по тим шупљим кладама и пуно извора.
Заселак КАМЕНОВАЦ
Добио је назив по потоку који протиче кроз тај дио села.
За заселак РИЈЕКА
такође је познато да је добио име по потоку „Црна ријека“ који протиче кроз насеље.
Име засеока ЛУЖАНИ
потиче од имена луг, а то је у преводу гај млада шума. Наши преци, кад су насељавали то подручје, сјекли су шуму и стварали чисте и обрадиве површине. Многа мјеста носе назив „лужани“, а у принципу су у равничарским крајевима.
За заселак ГРАБИЦИ
намеће се закључак да је терен био покривен у већем постотку грабовом шумом. Насељавањем и крчењем шуме, да би добили обрадиву земљу, становници су тај дио села и назвали по грабовој шуми.
Најновији заселак МИЛИНКОВИЋА ПУТ
То је скорашњи назив, логичност постоји, јер пут води у дио села гдје углавном живе становници са презименом Милинковић
ТУРСКО ДОБА
У 19. вијеку на подручју цијеле Босне, па такође и у нашем селу, владало је турско царство. Углавном је сва обрадива земља припадала тадашњим земљопосједницима тј. беговима. Постоји податак да је преко 90% земљишта било у власништву бегова. Наш народ или је радио код бега као слуга без икакве надокнаде или је обрађивао бегову земљу, а њему давао такозвани трећи и десети дио од убране хране или воћа. Српске породице су исте парцеле обрађивали годинама и бегу давали његов дио, а власник земље увијек је био бег. Кметови који су земљу обрађивали нису могли постати њени власници, нити су имали толико средстава да би је откупили. Постојао је један начин да кмет српске националности постане власник дијела земље, а то је да сина пошаље у турску војску. Такви случајеви су били ријетки, јер је наш народ презирао турско царство. Невоља и сиромаштво понекад су натјерали српске породице да се одлуче на овај корак. Такав уговор између турске власти и војника потписивао би се код кадије.
Српско становништво је било насељено у брдима, на обронцима Мотајице. За такво насељавање била су три разлога.
1. Сва обрадива земља била је бегова и наш народ није ни могао да гради кућу на земљи која није његово власништво.
2. Близина државне шуме омогућавала је становништву да крчењем шуме проширује своје парцеле.
3. Свака побуна, долазак војске, скупљање харача сељаци су увијек могли на вријеме склонити своје породице у окриље шуме.
4. Такав распоред насељавања у нашем селу потрајао је дуго. То је било неповољно за становништво, јер на брдима се тешко долазило до воде, а можемо замислити какве путеве су имали да би дошли до својих кућа.
5. Доласком аустроугарске власти у Босну око 1878. године извршена је прва аграрна реформа. Аустријска власт је натјерала бегове да један дио земље морају уступити кметовима тј. сељацима који су ту земљу и обрађивали. На тај начин сељаци српске националности постају власници једног дијела обрадивог земљишта. Већи дио земљишта још увијек остаје у власништву бегова и то углавном квалитетније парцеле. За то је примјер село Трстенци. Скоро сва земља између главног пута и Саве била је власништво бегова све до завршетка Другог свјетског рата.
6. Аустријска власт је прва уредила грунтовне и катастарске књиге на нашим просторима. Тим чином сељаци који су добили земљу од бегова могли су је увести у грунтовну књигу на своје име. Већина парцела земље, код уписа у катастар, добива своје име под којим се и дан данас води.
Послије Другог свјетског рата одмах се приступило извршењу аграрне реформе у цијелој Југославији, па тако и код нас. Власницима великих имања одузиман је вишак земље, све преко 100 дунума.
Тај одузети вишак земље дијељен је сељацима који су располагали са мало обрадиве земље у свом власништву. У то вријеме у нашем селу живјели су потомци бегова и они су располагали са пуно више земље од тада важећих закона. То су биле породице: Аџабдић, Капетановић и Алибеговић. Имање Алибеговић било је лоцирано на подручју засеока Кладари и било је једно од највећих имања у то вријеме у Трстенцима. Имање је повремено мијењало власнике. Најпознатији власник имања, који је дуго управљао имањем, био је Нико Поповић. Он је један дио имања уступио породици Ђисаловић. И данас постоји споменик у нашем гробљу који је подигла породица Ђисаиловић. До скора је тај споменик био најљепши и доминирао је цијелим гробљем. По томе се види каквог су имовног стања биле те породице.
Нико Поповић продаје имање породици са презименом Молч, која је живјела негдје у Бачкој. Та породица није се најбоље снашла на имању и убрзо га продаје Ризаху Алибеговићу из Кобаша. Та је породица посљедња располагала тим великим имањем, све до аграрне реформе 1946. године. Имање је располагало са 2500 дунума земље и шуме.
ЖИВОТ НА ПОЧЕТКУ 20. ВИЈЕКА
Почетком двадесетог вијека познати, а у исто вријеме најбогатији домаћини у Трстенцима били су: Лазар Гибаница и Димитрија Николић из Кладара, Дамјан Поповић из Каменовца, Тешо Недић из Ријеке, Панто Милинковић из засеока Милинковића пут, Пејо Савић из Грабика. То су били људи са великим породицама и за тадашње прилике обрађивали су пуно земље и узгајали доста стоке, свиња и оваца. Ове породице биле су у повољнијем положају у односу на остало сеоско становништво, јер су посједовали више пари запрежне стоке тј. коња и волова. Држали су више крава и имали чопоре свиња које су тјерали у шуме Мотајице, гдје је била јефтина исхрана. Ријетко је ко у то вријеме могао себи приуштити казан за печење ракије или вршалицу за пшеницу. Напредни сељаци које сам поменуо, то су имали још у то вријеме. Прве вршалице биле су тако конструисане да су их покретали људи. Осовина на којој се налазио бубањ имала је са сваке стране по ручку, гдје су по двојица људи окретали и на тај начин вршили пшеницу. Нешто напреднија вршалица која је служила све до Другог свјетског рата, а и коју годину касније, била је погон са коњском запрегом. Сама вршалица није се много разликовала од претходне, само је имала велики редуктор и кардан осовину. На редуктору (ми смо га звали „гепло“) биле су уграђене двије дрвене греде за које су презани коњи. Они су ишли у круг, покретали редуктор и кардан осовину, а осовина је била спојена са бубњем вршалице и на тај се начин вршила пшеница. Све услуге које су обављали, тада мало богатији људи, осталом становништву наплаћиване су углавном у натури или у радној снази. Тако су позајмице или ситне услуге морале да се одрађују у љетној сезони. На тај начин они су увећавали своје посједе на рачун осталог становништва, а то је пракса и дан данас у цијелом свијету.
Тадашње становништво села искључиво се бавило земљорадњом и сточарством. У сточарству су били пуно успјешнији, јер шуме Мотајице су биле погодне за узгој говеда и свиња. Говеда су тјерана на пропланке Мотајице, гдје су боравила цијели дан на испаши. О њима су бринули чобани и на вече би стада враћали у село. Код узгоја свиња било је другачије, већина породица нису свиње догонили кући. У шуми, гдје су свиње налазиле храну у природи, су прављени свињци гдје су свиње боравиле преко ноћи. Једино код јаких зима одношена је храна, да би свиње преживјеле. У свињцима и торовима свиње су се размножавале и расле без великог надзора власника. У шуму се одлазило кад је требало довести коју свињу за клање или продају. Већина власника није знала тачан број својих свиња. И данас се једна кота на Мотајици зове „Свињчине“ по некадашњим свињцима. Можемо претпоставити да су и приноси били мали.
Породице које су насељавале село Трстенце, долазиле су из разних крајева. Доста породица дошло је из источне Херцеговине бјежећи пред Турцима. Поједине породице су направиле крупне грешке у свом пашалуку. Да би избјегли казну, бјежали су у други пашалук. Тадашње кому-никације обезбјеђивале су им миран живот извјесно вријеме. Познато је да су ове крајеве насељавали Срби који су били чувари граничари између турског царства и аустроугарске мона-рхије, у такозваној Војној крајини. Служењем у тим формацијама као награду од аустроугарске власти добивали су 50 дунума земље и насељавање по свом избору.
Почетком двадесетог вијека догађа се велика миграција становништва, како код нас тако и у цијелој Европи. У заселак Кладари доселила је породица Јамелко. по националности Чеси.
Њихови потомци и данас живе на том посједу. Из Истре, такође у Кладаре, досељава породица Брана, чији су потомци до скоро живјели у нашем селу, а то је био Виктор Брана. Између тридесетих и четрдесетих година двадесетог вијека у Кладаре, из Далмације, досељавају три породице са презименом Пенић и једна породица Коџоман. У Трстенце се досељава породица са презименом Кухар. То су тројица браће : Карло, Фрањо и Мартин. Купили су посјед од претходног власника по имену Тајч. Доселили су се из Истре, а наши људи су их звали Истријанци. Били су вриједни људи, са другачијим радним навикама у односу на наше становништво. Имали су добру радну организацију у самој породици. Док су једни водили посао око млина, којег су посједовали већ у то вријеме, други су бринули о великим воћњацима и виноградима, а бавили су се сточарством и ратарством, као и остало становништво. Њихова организација рада на селу могла је служити за примјер осталом становништву.
НАЧИН ГРАДЊЕ
На почетку двадесетог вијека градња кућа и других објеката, у нашем селу, имала је своју специфичност. Градило се материјалом до којег је било лакше доћи, тј. материјалом који није захтјевао фабричку обраду. Већином је било заступљено дрво, јер је тај материјал био надохват руке. Код дрвета није било фине обраде јер за то нису постојали алати ни машине. Све је обрађивано грубим алатом. Углавном је тесано сјекиром, брадвом (плањкач), те ситним алатом за копање рупа и утора у дрвету, као што су : кесер, тесла, ручни хоблић, глијето, сврдло итд. Биле су заступљене двије врсте градње кућа, али су имале једну заједничку основу, а то је посједовале су дрвени костур од посјека, дирека, греда и крова, а све то од дрвене тесане грађе. Примитивније и јефтиније су биле тзв. шеперуше. Код тих кућа дрвена грђа је опшивена танким дрвеним моткама (шепер), а између мијешано блато и тако су формирани зидови куће. Зидови су се са спољашње и унутрашње стране изравнавали такође блатом. Кад су зидови били суви, тада се кречило размућеним живим кречом.
Друга, мало квалитетнија градња, је такође имала костур од дрвене грађе, а између дирека зидало се пријесном циглом, тзв. ћерпићем или печеном циглом. Таква градња кућа назива се ригловане куће или риглуше. Кров тадашњих кућа покриван је ражевом сламом, тесаним даскама (звана шиндра), те касније цријепом званим „бибер“. Те куће су углавном биле са једном или двије просторије и са јако малим прозорима. Плафони или таванице тадашњих кућа израђивани су од тесаних дасака које су слагане по гредама. Те су даске у већини случајева украшаване дуборезом помоћу примитивних алатки.
Све тадашње куће имале су земљане подове. Услови за живот у таквим просторијама били су тешки, јер су породице биле велике, а просторије мале. Кревет, мјесто на којем се спава , био је права ријеткост. Ако је и био, на њему је спавао домаћин куће или која старија особа. Дјеца и све млађе особе спавале су на земљи, на простртој слами која је била прекривена поњавом. Кад се преспава ноћ и сва породица устане, слама се износи ван или се згрне у један угао просторије, прекрије поњавом и ту чека до сљедеће вечери. Разлог зашто се нису користили кревети, па и они најпримитивнији, јесте то што би заузимали цијеле просторије које су ионако биле мале, а породице бројне.
Веће и мало богатије породице градиле су куће са три просторије. Средња просторија куће била је обложена брвнима, тј. између дирека биле су наслагане даске. Та просторија грађена је таквим материјалом, јер је имала посебне намјене. На средини просторије било је озидано огњиште гдје је ложена ватра. Та просторија није имала плафона, а изнад огњишта, на греди, висио је велики ланац звани „вериге“. Вериге су служиле да се о њих може објесити котлић у којем се кувало вариво на отвореној ватри. Уз огњиште и отворену ватру домаћице су често у земљаним лонцима кувале разна варива. Та просторија је имала још једну специфичност, а то је баџа. Баџа је отвор на крову кроз који је излазио дим из просторије, а на гредама изнад огњишта вјешано је и сушено месо након клања свиња. Само огњиште служило је за печење хљеба и других јела. Све се пекло под сачом или пеком. Сач је већи лимени поклопац овалног облика којим се покрије погача, кукурузни хљеб или тепсија са питом. Све то се ставља на вруће огњиште, покрије сачом и загрне жаром. Остаје поклопљено док се јело не испече.
У највише случајева у тој средњој просторији у једном углу био је постављен жрвањ. То је примитивни млин који се покреће ручно, а то може да обавља само једна особа. Користио је за мљевење житарица за потребе дотичног дома-ћинства, а услуге жрвња често су користиле комшије.
У то вријеме није постојао фабрички шпорет, макар становници нашег села нису га имали. Још је једна примитивна градња ложишта кориштена у то вријеме, а то је фуруна. За градњу фуруне кориштени су глинени лончићи, који су блатом узидани у велику земљану пећ.
Лончићи су служили за веће исијавање температуре из пећи, а уједно су повећавали површину гријања. Такве пећи су обавезно зидане у собама гдје се спава јер оне нису служиле за кување и печење.
У просторији гдје је била уграђена фуруна, постојећи простор између фуруне и спољног зида звао се „запећак“. У том простору било је најтоплије и њега су обично са својим креветом заузимали баке или дједови. Привилегију да спава са баком или дједом увијек је добивало најмлађе унуче. Током зиме, преко цијелог дана, најмања дјеца би вријеме проводила у запећку.
У тим средњим просторијама уграђиван је долап на спољном зиду, који је окренут према сјеверу. Долап је прављен од дасака без прозора, јер је била сврха да се добије тамна просторија у којој су се држали млијечни производи, хљеб и остала јела. То је претеча данашњег фрижидера.
Све помоћне зграде у том времену грађене су од дрвета. То су магазе у којима су се успремале житарице у окнима. Мање дрвене зграде, зване кијер, служиле су такође за успремање житарица, али и за спавање, посебно у љетном периоду. Шездесетих година прошлог вијека почиње новија градња кућа, са чврстим темељима и дебљим зидовима од печене цигле. Тада је почела градња кућа већих димензија и употреба цемента и грађевинског жељеза. Кров је обавезно покриван цријепом, а циглу су многи у селу пекли сами.
У првој половини 20. вијека ријетко је било у употреби емајлирано и порцеланско посуђе у нашем селу. Сво посуђе је израђивано од примитивних материјала који нису захтјевали високу технолошку обраду. Лонци, ћупови, велике здјеле, посуде за воду (тестије), све је то израђивано од глине и називано земљано посуђе. Од дрвета су прављени предмети као што су : чанак, кашика, лопар, варићак, велика дрвена посуда у којој се мијеси хљеб (бања наћве). Од дрвета су прављене мале каце за сир, а биле су и мале дрвене посуде са поклопцем зване „заструг“.
ГРАДЊА ШКОЛЕ
Завршетком Првог свјетског рата 1918. године у овим крајевима долази на власт Краљевина Југославија. Наше село до тада није имало школу, а одмах послије рата приступило се изградњи школе. Велике заслуге за градњу школе имао је Тешо Недић, јер је он у то вријеме био кнез села. Својим ауторитетом код тадашњих власти испословао је да се школа гради у Трстенцима. Градња школе почиње око 1922. године, а са радом крећу прве генерације дјеце 1925. године. Црквена управа је дозволила и уступила дио црквеног земљишта да се изгради школа. Школа је саграђена у центру села у свима знаном „храстику“. Тадашње генерације дјеце су редовно похађале наставу и завршавале четири разреда основне школе. У школу је ишло јако мало женске дјеце, јер погледи на живот тадашњих родитеља били су такви да женској дјеци није била потребна писменост. Важно је да женска дјеца науче да преду, плету, везу и ткају јер су те вриједности цијењене.
Кад је наступио рат 1941. године, школа престаје са радом. Тадашња генерација дјеце из села прекида школовање. За вријеме рата школска зграда је оштећена од стране усташа. Усташе су артиљеријом из славонских села, а највише са бродице која се спуштала Савом, а на којој је био инсталиран топ, пуцали по селу, а гађана је и зграда школе. Кад су усташе заузели један дио села и поставили линију фронта у Кладарима и Каменовцу, тада су се уселили у зграду школе и у зидовима направили пушкарнице. Тако оштећена зграда школе дочекала је ослобођење 1945. године.
Рат је завршио, а школа није поправљена. То је учињено тек 1949. године, а те исте године су и први ученици кренули у школу. Сва дјеца која су прерасла за први разред и редовно школовање уписивани су у двогодишњу школу са скраћеним програмом. У први разред редовне наставе уписивана су дјеца од три до четири различита годишта. Први учитељ у нашој школи био је Бранко Тешановић, а дошао је из околине Бијељине. Постојећа школа била је четвороразредна, а у осмогодишњу школу дјеца су морала ићи у Дервенту или Славонски Кобаш. Становници села одлучују да праве нову и већу школу, јер у то вријеме и број ђака то захтјева. Нова школска зграда направљена је 1967. године поред главног пута у селу. Радила је са програмом осмогодишње наставе. Дјеца из сусједних села похађала су наставу од петог до осмог разреда у нашој школи.
Школу су изградили становници села својим прилозима и добровољним радом. Нешто помоћи у грађевинском материјалу дала је општина, а све остало је заслуга сеоског становништва. Иако је вријеме градње било двадесет и више година послије рата, градња се обављала примитивном техником. Шљунак се довозио са Укрине воловима, коњима и шинским колима. Сав утрошен бетон ручно је мијешан лопатама. Том становништву треба одати признање за елан и ентузијазам који су показали. Све те жртве су подносили да би њихова дјеца добила потребно образовање и да би стекла услове за даље школовање у средњим школама.
СЕОСКО ГРОБЉЕ
У разговору са старијим становницима села сазнао сам да је земљиште за сеоско гробље даровао Мустај-бег Капетановић, тадашњи бег у том дијелу села. Тај податак не могу потврдити нити демантовати. То би могло бити логично, јер бегови су располагали са већим дијелом обрадиве земље у селу. У самом гробљу била је саграђена дрвена зграда тзв. ћелија или капела. Зграда је направљена сва од дрвета једино што је била покривена цријепом. Била је доста малих димензија, а служила је за обављање црквених служби недјељом, а највише празницима као што су: Спасовдан, Нова година и Мали Ускрс. Познато је да су такве мале капеле грађене у гробљима, нарочито у селима гдје није било цркве. Уз ћелију је накнадно саграђен звоник од дрвене конструкције на којој је монтирано звоно. Звоно је купљено и монтирано 1937. године. То исто звоно уз нову цркву и дан данас служи својој сврси. Градитељи зграде ћелије и код тако мале грађевине хтјели су да по нечему буде изузетна. Тај детаљ на ћелији који је риједак, била су врата. Изузетна су била по томе јер су направљена од једне широке брестове даске.
У вријеме послије Другог свјетског рата јако мало се посвећивало пажње уређењу гробља. Јако мали број споменика је био од чврстог и трајног материјала. Постављао се дрвени крст и док је он трајао до тада се знало мјесто укопа. Чишћење гробља и кошење траве били су ријетки. Старија генерација зна да су чобани пуштали говеда да пасу по гробљу. Становници села одлучују се за градњу мање цркве у гробљу од чврстог грађевинског материјала. Градња цркве довршена је 1979. године. Било је спора око градње, јер социјалистичко уређење није радо давало дозволе за градњу богомоља. Упорношћу Црквеног одбора и становништва села црква је изграђена и то добровољним прилозима и радом на објекту.
Велики допринос код изградње цркве у Трстенцима имао је отац Драгомир Малетић, у то вријеме свештеник у нашој парохији. Подстицао је и охрабривао становнике да се истраје у изградњи, јер су потребе села биле такве да се морао градити црквени храм. Велику сарадњу имао је у Црквеном одбору у коме су тада били људи са највећим ауторитетом у селу.
Село је и дан данас захвално за допринос који је учинио отац Драгомир.
Након завршетка градње 7.9.1980. године обављена је церемонија освештења цркве, гдје присуствују становници села и узваници. Међу узваницима највише се осјећало присуство владике бањалучког господина Јефрема, а била је и част да такав црквени великан присуствује чину крштењу цркве. Кад је црква освештана кум је био Жељко Бркић, син Милана Бркића из засеока Грабици. Од тог времена уређење и брига за сеоско гробље све је већа. Становници својима најмилијима подижу љепше и вредније споменике. Акције цијелог села све су учесталије и масовније, а резултат таквог односа према гробљу је видљив. Данас се може рећи да гробље изгледа онако како и заслужују наши преци који тамо почивају.
ДРУГИ СВЈЕТСКИ РАТ
Други свјетски рат је затекао наш народ неспреман и необавијештен па се тешко сналазио у том ратном вртлогу. Почетком рата, у прољеће 1941. године, многи млади људи били су регрутовани у војне резервисте војске Краљевине Југославије. Пошто је југословенска војска капитулирала истог прољећа, 1941. године, од стране њемачке војске, многи војници су заробљени и депортовани у логоре Њемачке и Аустрије. То се догодило само заробљеницима српске националности, војници других нација одмах су ослобођени. Срби су у логорима провели четири године, док није завршио Други свјетски рат у цијелој Европи.
Из нашег села заробљени су били :
1. АДАМОВИЋ МИРКО (ПУПКОЊА)
2. АДАМОВИЋ МИРКО (АЛОВ)
3. ДЕСПОТОВИЋ ЉУБО
4. ДЕСПОТОВИЋ МАРКО
5. ИЛИЋ ЈОВАН (КОВАЧ)
6. МИЛИЋЕВИЋ ДРАГИША
7. НЕДИЋ ЖИВКО
8. НИКОЛИЋ ОСТОЈА
9. СИМИЋ СТЕВО
10. РАДАНОВИЋ МАРКО
11. ТЕПИЋ АЛЕКСА
12. ВИДАКОВИЋ ПЕТАР

Као цивили у логору су били :
1. МИЛИНКОВИЋ МИРКО
2. ТЕОФИЛОВИЋ ДУШАН

Сви су се вратили у јуну 1945. године. Пошто је рат завршио у цијелој Европи, по њиховом казивању, путовали су из Аустрије и Њемачке око два мјесеца, углавном пјешице.
Пуно сам сазнао од самих логораша шта су све преживјели у логорима њемачких казамата, тако да би се о томе могло пуно написати. Ја ћу поменути само неке доживљаје из тих времена. Послије заробљавања и пут до њемачких логора био је за многе кобан. Путовали су у теретним вагонима претрпани до те мјере да се нису могли мицати. У вагонима су били без хране и воде, обављали физиолошке потребе и тако данима путовали. По доласку у логоре прву годину су страшно мучени глађу. Било је честих случајева, који су се могли видјети у логорима, када су логораши испод жице чупали траву и јели. Њемачки војници су често знали од тих јадних смртника правити атракције. Намјестили би камере изнад логора и у масу изгладњелих људи убацили векну или два хљеба. Векне су биле имитација хљеба, а направљене су од неког тврдог материјала да се не могу ломити. Тада би се наслађивали гледајући и снимајући како се изгладњели људи отимају за векну. Векна је сваке секунде прелазила из руке у руку, јер сви су жељели да постане њихова својина. Тако би се исцрпљивали до бесвијести док не би сазнали да векна није употребљива. Стара је пословица: „Сит гладном не вјерује“. То се углавном догађало у првој години логоровања. Кад је Међународни црвени крст регистровао логораше почели су пристизати пакети од те организације. Логораши су били присиљени да цијело вријеме раде по фабрикама и рудницима углавном најтеже и најпрљавије послове.
Самим наговјештајем Другог свјетског рата и до нашег народа допирале су неке организације које су имале за циљ да организују народ. Тако се појавила организација као покрет звана „Четник“. Том покрету приступају одважни становници села. У то вријеме организација је била полуилегална, јер су у њу приступали само Срби. Поуздано знам да су у тој организацији били :
1. БЕУК БРАНКО
2. ГИБАНИЦА МИРКО
3. ГИБАНИЦА ПЕТАР
4. ЛУКИЋ ЉУБО
5. ЛУГОЊИЋ БОГДАН
6. СТАНКОВИЋ МАРКО
7. ТУРУДИЈА БРАНКО
8. ЖИВАНИЋ ТОМО

На самом почетку рата усташе су дошле до спискова четничког покрета и сви са списка одведени су у усташки логор у Копривницу, те одмах побијени. То су биле прве жртве усташког терора у нашем селу. Једини преживјели са тог списка био је Богдан Лугоњић који се у то вријеме из Кладара одселио у Корове и био недоступан усташама.
Становници села преживљавали су тешка времена за вријеме Другог свјетског рата од 1941. године до 1945. године. Сва зла овом селу чиниле су усташе који су регрутовани од Хрвата и Муслимана. На почетку рата усташе су одводили људе из села, одмах их убијали или одводили у логоре који су се налазили на територији Хрватске и то: Јасеновац, Стара Градишка, Славонска Пожега, Копривница итд. Наш народ је био слабо обавјештен и неорганизован, тако да је долазило пет шест усташа у село, заказивало скупове и одводило по десетак Срба који се никад нису вратили. Тако су усташе из села одвели у логор Јасеновац сљедеће становнике :
1. АДАМОВИЋ СТАНОЈЕ
2. БРКИЋ ТЕОДОР
3. ИЛИЋ АНДРИЈА
4. ИЛИЋ СТАНОЈА
5. ИЛИЋ СИМО
6. ИЛИЋ ВЛАДО
7. КУЛАГА БРАНКО
8. МИЛИНКОВИЋ МАРКО
9. НЕДИЋ ТЕШО
10. ПОПОВИЋ ТЕОДОР
11. ПОПОВИЋ СПАСОЈА
12. ТЕПИЋ ВАСЛИЈА
13. ТЕПИЋ СТЈЕПАНИЈА

У Дубочцу су убијени сљедећи становници села :
1. ПОПОВИЋ ДАМЈАН
2. СТОЈИЋ СИМЕУН
3. СТОЈИЋ ЂУРО
4. ВИДАКОВИЋ НИКОЛА

Кобашке усташе су убиле :
1. СТАНКОВИЋ ОСТОЈУ
2. СТАНКОВИЋ ДРАГУТИНА

У близини своје куће убијен је :
1. ЋУК ПЕТКО

Кад се рат разбуктао, а војска Краљевине Југославије капитулирала тада почиње отпор нашег народа. У селу је организована четничка јединица да би заштитила становништво од усташа. Не челу те јединице био је Петар Недић и та формација четника дјеловала је до краја рата 1945. године.
Колико год су четници омаловажавани и сврставани у негативце, јер се нису борили на страни савезника и партизана, четници који су дјеловали у српским селима испод Мотајице били су брана усташама штитећи српско становништво од покоља и прогона.
У Другом свјетском рату Кладари као заселак села Трстенци, био је најизложенији нападима усташа из Пјеваловца, Вакупа, Дубочца и Бијелог Брда. Заселак је својом конфигурацијом био погодан за честу паљбу из митраљеског и другог наоружања из поменутих села. Честа су била бјежања на пар дана или чак на једну ноћ, напуштање кућа и склањање у шуму или нечију кућу. У то вријеме изговаране ријечи: „Само преко брда“, су биле спасоносне ријечи, а значиле су проћи куће Гибаница и тражити шуму или поток према Каменовцу. Било је и дужих одсуствовања тако да је цијело село морало побјећи преко обронака Мотајице у села Лепеницу, Илову и ту провести цијелу зиму. За то вријеме усташе су запосјеле засеоке Кладаре и Каменовац, а оно мало имовине су опљачкали и попалили.
Народ који је морао напустити своје куће са собом је углавном понио најнужније ствари. Већина породица код оваквих бјежања успијевала је да са собом потјера крупну стоку, јер то им је била једина имовина.
Доласком у та нама нова села и непознате људе, који су и сами били сиромашни, али су били великог срца, све су нас прихватили. Поједини домаћини прихватили су и по двије избјегличке породице, само да би свако добио кров над главом. Мора се одати признање тим људима који су све учинили да помогну избјеглицама. Иако су и сами били сиромашни, за сво то вријеме боравка у селима могла се чути само једна реченица: „Док има за моју дјецу, биће и за вашу“. Зато и данас им хвала у име становника мог села.
Поред Кладара и Каменовац као заселак је страдао у Другом свјетском рату, а сва зла опет су радиле усташе. У једној акцији 1942. године наишла је једна јединица звана „Црна легија“ из правца Орљака. Четничке јединице нису им се могле одупријети, а они су преко Каменовца и даље преко Кобаша отишли у Хрватску. Јединицом је командовао Адем-ага Мешић из Тешња. Та је јединица са собом одвела доста становника села у логоре на подручју Хрватске.
У другој акцији усташе из околних села опет су напали заселак Каменовац. Становништво је било неинформисано и вјеровало да им војска неће наудити, посебно не женама и дјеци. Овај пут се десило баш обрнуто. Усташе су све убијале и палиле на све што су наишле. Побијена је скоро цијела породица Ђенић и то :
1. ЂЕНИЋ МИХАЈЛО
2. ЂЕНИЋ АНЂА
3. ЂЕНИЋ БОШКО
4. ЂЕНИЋ МАРИЈА
5. ПОПОВИЋ МАРА
6. ПОПОВИЋ ЂУРЂИЈА
7. ПОПОВИЋ ДАНИЦА
8. ТЕПИЋ ДУШАН
9. ТЕПИЋ СТЕФАНИЈА

Тепић Стефанију су послије убиства запалили у њеној кући, а то исто су урадили и са Ђенићима.
Остао ми је дубоко урезан детаљ на збивања када су усташе дошле да одведу мога дједа Николу Видаковића 24. 08. 1941. године. Моја браћа, сестре и ја смо трчали по дворишту и плакали, јер је двориште било испуњено наоружаним усташама. Један усташа је запријетио мојој мајци: “Ако не ушуткаш ту дјецу, све ћу их побити“. Сјећам се да је мајка моју двојицу старије браће притиснула уз зид куће и ставила им дланове на уста да се не би чуо плач. Мом дједу су наредили да се спреми и пође са њима. Кад је дјед кренуо, један усташа га упита: “Знаш ли кад ћеш се вратити?“, а дјед наивно одговори: “Кад власт одреди“. „Никада“, рече усташа, тако је и било. Послије рата људи из Дубочца су потврдили да је дјед убијен и бачен у Саву.
Усташе су покушавале са покрштавањем православаца, а било је појединачних случајева и у нашем селу. Као дијете памтим кад су двојица Хрвата из сусједних села по нашем селу светили водицу, а наше становништво томе се опирало и негодовало. Тим чином су хтјели српско становништво превести на своју вјеру. Позната је стратегија Анте Старчевића: једну трећину Срба побити, једну трећину протјерати у Србију, а једну трећину покрстити. Ту стратегију је Анте Павелић покушао остварити од 1941. године до 1945. године.
Јединице четника биле су малобројније од усташа и они би у већини случајева пуцњавом задржавали усташе, док се становништво не повуче у шуму Мотајице, тада би и они кретали за станов-ништвом. Усташе се нису никада усуђивале залазити дубоко у шуму Мотајице. И четници су имали својих лоших поступака током рата. Као и у сваком рату, појединци се отму контроли команде, па направе непромишљени чин. Тако су заробили, а потом и убили без суђења :
1. БУЉАН ДУЈУ из Пјеваловца
2. БАЈРИЋ ХАМДУ из Дубочца
3. ПРАСКИЋ МИЛУ из Дубочца

Послије рата, 1945. године, постојала је војска и полиција нове Југославије која поред својих редовних обавеза има задатак да хапси четнике и усташе који се нису хтјели предати тадашњим властима. То су били велики прогони у нашем селу. Сви становници који су имали куће близу шуме, били су исељавани у друга мјеста, јер су осумњичени да хране и помажу четнике зване „банда“. Организоване су велике потјере као хајка у којима је морало учествовати становништво цијелог села. Претраживана је свака стопа Мотајице. Поред таквих детаљних претраживања двојица четника измицали су властима све до педесетих година. Петар Недић са неколико својих четника предао се тадашњим властима на почетку 1946. године. Након тога био је осуђен на затворску казну, коју је и одлежао.
За вријеме Другог свјетског рата код нас су биле присутне војне формације „черкеза“, то су били козаци са територије Русије. У рату између Русије и Њемачке они се предају Нијемцима, а ови их шаљу на Балкан да лутају по свом нахођењу. То су углавном биле јединице коњаника а пјешадије, нису имали ни тешког оружја. Углавном, гдје год су дошли само су тражили пуно ракије и сланине, те се опијали до бесвијести. Били су познати као пљачкаши, јер су на тај начин егзистирали. Нису се сукобљавали са четницима и усташама, једино са партизанима. Због присуства четника, који су се организовали у самоодбрани села и становништва, касније је село испаштало од послијератне власти. Један примјер је струја која је у село дошла 26 година након завршетка рата. Још драстичнији примјер је запошљавање ниједна особа из села није могла добити запослење у фабрици, трговини, а камоли у органима власти или некој установи на подручју општине Дервента. Становништво се искључиво бавило пољопривредом.
Период завршетка рата и сами послијератни период пратиле су ратне недаће. Отворено је питање да ли се и тада водио некакав биолошки рат само у неком блажем облику, јер неке појаве су упућивале на то. Навешћу један примјер томе у прилог. Као дијете сјећам се да су авиони бацали којекакве предмете, а моја генерација и ја смо их купили и доносили кући. То се догађало при завршетку рата. Предмети до којих смо ми долазили, били су сјајни папирићи у разним бојама, слично алуминијској фолији. Ми смо их звали „срма“. Били су тако мали да нису могли служити за било какву употребу. Моја данашња размишљања јесу да су ти папирићи били заражени болестима и људским наметником као што је ваш (уш). Ваш или уш је живо биће, наметник на људском тијелу, а храни се сисајући људску крв. Познато је да се опасна болест тифус преноси угризом вашке болесне особе па поновним угризом здраве особе.
Пред крај рата и у поратном периоду, јако пуно људи умире од тифуса. Највећи проценат умрлих је код војске, јер се живјело у већим скупинама. Вашке и којекакве болести што су харале међу становништвом могле су се приписати недостатку хигијене, али мислим да је то прије свега био биолошки рат. Истих година појављује се још једна недаћа која се звала гусјеница. Људи на селу су је звали губа. Тешко је данас описати ту појаву, јер и данас у природи можеш видјети гусјеницу, али појединачно и врло ријетко. Тада је то било у тако великим количинама да су у пола љета гране на воћкама и шуми биле огољене, јер су гусјенице појеле сав лист, а то је њихова храна. Борба против те немани била је разноврсна. Прво су са дрвећа током зиме скидана јајашца које гусјенице легу и потом уништавана спаљивањем. Преко љета су побиране живе гусјенице и потом уништаване.
Године 1948. у засеоку Лужани био је импровизован аеродром за мале пољопривредне авионе. Свакодневно су узлијетали и прахом запрашивали шуме и воћњаке, те на тај начин уништавали гусјенице. Аеродром су уредили становници села сјечом дрвећа у међама и равнањем канала. Локација аеродрома била је у Лужанима између главног пута и Саве у лукама и ритовима. Пошто су авиони били стари, а пилоти неискусни догодила су се два пада авиона и тада се одустало од даље употребе аеродрома.
ПЕРИОД ПОСЛИЈЕ ДРУГОГ СВЈЕТСКОГ РАТА
Период послије рата био је најтежи период у двадесетом вијеку за становништво села. Поред пореза на земљу сваки сељак морао је додатно у виду обавезе давати држави: житарице, месо, маст, вуну. Сврха тих давања била је у томе што је требало прехранити огроман број војника и градско становништво. Ко није могао измирити све тражене обавезе одузимана му је земља, а све је уступано „Сељачкој радној задрузи“ СРЗ. И дан данас земља одузета на тај начин није враћена власницима. Познато је вријеме метења сеоских тавана. То је значило да ако ниси измирио задану обавезу, долази екипа која купи и посљедње зрно жита и одвози у државни магацин. Нико се није обазирао на то како ће сељак прехранити многобројну породицу до сљедеће жетве. Мислим да је тада вршена највећа неправда нашем сељаку. Сиромашна пољопривреда је оваквим поступцима још уназађена и требало јој је пуно времена да се опорави. Старије генерације памте да су домаћини, који нису могли измирити обавезу према држави, позивани у мјесни уред и затварани у дрварницу старе школе. Међу затвореницима је било и жена, а у принципу су биле старије особе. Оснивање СРЗ код нас је почело 1949. године. Тај вид удруживања био је по узору на Русију, јер смо имали исту идеологију тј. социјализам. У задругу су приступали сељаци који нису могли измирити обавезе, а и други. Велика пропаганда је вршена на сеоско становништво да се учлањују у задругу јер је то једини спас за сиромашне сељаке. Сељаци који нису хтјели у СРЗ, а добро су обрађивали своју земљу, држави давали прописане обавезе називани су кулацима. Ријеч кулак у то вријеме значило је непријатељ државе. Шта је значио кулак са паром запрежне стоке и једном или двије краве у односу на данашње „тајкуне“, процијените сами.
Приступањем у задругу сељаци су морали уложити земљу, осим дворишта и мало баште, те запрежну стоку: коње, волове, кола, плуг и остали пољопривредни инвентар. Сви чланови породице, који су били способни за рад, морали су свакодневно радити у задрузи. Накнада за рад добивала се на крају године, ако је шта било за расподјелу. Све надокнаде плаћане су у натури тј. у житарицама.
У том тешком периоду позната је и често помињана 1951. година. Код нашег народа прозвана „Гладна година“. Претходна, 1950. година била је изразито сушна, сви су усјеви подбацили. Док је сељак држави дао обавезу, њему практично ништа није остало. Добро се сјећам те године и траума које је становништво преживљавало. Стање је било такво да 80% становништва није имало довољно кукурузног хљеба, а о осталим намирницама не треба трошити ријечи. У граду ниси могао купити хљеба, јер га није било. Градско становништво имало је бонове са којима је подизао минималну количину хљеба. Догађало се да у Дервенти на пијаци, а ту се једино и могао купити кукуруз, ниси могао наћи 5 кг кукуруза колико год новаца имао. Да се поново вратим на СРЗ. Сељаци који нису хтјели приступити задрузи били су шиканирани, а обавезе у житарицама и месу биле су повећаване преко њихових могућности. Оног момента кад сељак није измирио обавезу, одузимана му је земља и додјељивана СРЗ.
Плаћање пореза увијек је тешко падао нашем сељаку, не зато што он не би плаћао, већ зато што је у оскудици са новцима. Најтеже је било оним домаћинствима која су имала доста земље, а нису је могли обрадити и са ње убрати задовољавајући принос.
Били су тешки тренуци за сваког становника села, кад су порезници кретали на терен и са собом водили гониче. Одмах се знало да ће бити пљенидбе и да ће нечија крава бити изведена из штале и одведена пред зграду пореског уреда. Ако се за дан или два не уплати порез стока се продаје. То су били чести призори у нашем селу.
Такво задругарство било је осуђено на пропаст па је 1953. године донесен закон да се расформирају задруге, а сељаци поново добију своју земљу у посјед. Већина сељака послије изласка из СРЗ није поново добила своју запрежну стоку, кола и остали инвентар што је удружила у задругу, јер тога више није ни било. Тадашња власт држала је становништво стално у некаквом мобилном стању. Често су сазивани скупови цијелог села или по засеоцима. Увијек су се наметале некакве нове радне акције и обавезе. Омладина, а и старије особе морали су ићи по пар мјесеци на изградњу пруга, путева и фабрика. Старије становништво овог села запамтило је изградњу жељезаре у Зеници. Многи су заувијек остајали без здравља радећи у тешким условима, а све се радило примитивном техником, углавном лопатама и дрвеним тачкама.
За обавјештавање становника села да дођу на састанак кориштена је тада једина комуникација, а то је „клепало“. Сваки заселак имао је мјесто гдје се становништво позива, а у принципу то је на отвореном простору. Био је човјек задужен да туче у клепало, кад му одборник нареди. Само клепало састојало се од даске која је висила на грани дрвета и по њој се наизмјенично ударало са два дрвена чекића. Тај звук је углавном допирао до сваке куће и становништво је знало да су дошла нова обавјештења или обавезе и сви су истог часа кретали на мјесто окупљања. Морам признати да је мален временски период од клепала до мобилног телефона.
КОСИДБА
Кад се помене ријеч косидба у данашње вријеме, то значи сјести у трактор, прикопчати косу као тракторски прикључак и за пар сати покосити ливаду од десетак дунума. Некада је ријеч косидба изговарана са поштовањем и уважавањем. Од свих пољопривредних послова на селу косидба је била најцјењенији посао. То није могао радити свако, а био је то искључиво мушки посао. У свом дјетињству имао сам прилику да видим и доживим све чари косидбе. Сваки домаћин у селу није аутоматски био и косац, јер постати косац није било лако. За косце се знало да су то јаки и одабрани људи. Много је услова требало испунити, па да постанеш признати косац у својој средини. Прво је требало бити јак и издржљив, а други услов је добра коса и знање за припремање косе. Ко није знао добро отковати косу и наоштрити, тај се није смио појавити међу косцима.
Пошто се косило ручно, ријетко се догађало да би неког видио самог на њиви како коси. То се радило узајамно, сваки домаћин узајми или на неки други начин обезбиједи толико косаца да би за један дан покосио ливаду. У зеленим ливадама могло се видјети од пет до петнаест косаца како су поређани један за другим у низу као јато дивљих гусака кад лете на југ. Увијек се одређивао дан косидбе кад је лијепо вријеме, јер то је и услов да би могао осушити сијено. У вријеме које ја описујем, ливаде су се косиле у седмом мјесецу и обично се косила једна трава, није било отаве. Прави косац је пуно пажње полагао на алат и прибор који му је служио за косидбу. Поред косе важно је какво косиште има косац, да ли је дужина косишта одговарајућа према његовој висини, је ли коса насађена под углом који је најповољнији. Од прибора који косац мора носити са собом јесу: клепац и бабица, тиме се коса откива, те водијер, брус и мазалица.
За одлазак на косидбу домаћину гдје ће бити пуно косаца, морале су се вршити припреме као код спорташа. Претходног дана нису се радили тешки послови, већ се одмарало и припремало косу. Знали су поједини косци по пар пута откивати и пробавати косу док не буде у оном стању коју они сматрају да је оптимално. Није било свеједно доћи на косидбу па се обрукати. Дан косидбе је почињао тако што би косци долазили на њиву, али посао није почињао док сви нису били на броју.
Пошто је косидба тежак посао, шале, ситних задиркивања и подвала није недостајало, то је чинило овај посао подношљивим. Домаћин косце дочекује са ракијом, а они се међусобно поздрављају и распитују за здравље. Торбе и прибор одлажу под најближе дрво, под којим ће током дана правити паузе. Прије самог почетка косидбе почну задиркивања ко ће бити косибаша или колобаша, то је косац који први прокаша њиву, а сви остали крећу за њим. Ријетко се кад догодило да на првом откосу није и најбољи косац. Колико год су се косци међу собом шалили и подваљивали, они су се увијек уважавали и увијек најбољем уступали мјесто колобаше.
Пошто се тај посао ради кад су и највеће врућине косци троше пуно воде, јер је пуно пију, а троше је и сипањем у водијере у којима су брус и мазалица с којим перу косу прије оштрења. Дјечаци из куће домаћина задужени су да тај дан снадбјевају косце свјежом водом из најближег бунара или извора. Вода се носи у посудама званим тестија, често се вода носила и у тиквама, јер ти судови имају порозне зидове и тако дуго задржавају исту температуру. Опет морам напоменути да су тикве претеча термос боце. На рачун посла који су обављала дјеца настала је позната пословица: „Ил' косио, ил' воду носио.“
Косци су два оброка јели на њиви, а вечера се увијек организовала код куће. Послије сваког оброка који се обавља на њиви косци праве паузу и тада једни одмарају, други оштре и откивају косе да би могли наставити са косидбом. За вријеме тих пауза догађају се којекакве подвале, као на примјер косац заспи, други му косу намажу куваном сланином. Таква коса се не може наоштрити, док се прије тога не испјеска земљом, а затим добро опере. На такве шале косци се не љуте, него чекају прилику да врате мило за драго на некој наредној косидби. Навече, кад је косидба завршена, косци перу косе, прикупљају своје ствари и крећу кући домаћина на вечеру.
У вријеме док се радило на овај начин оскудијевало се и са храном, али за косце се увијек смогло снаге да вечера буде обилна и богата. Сваки уваженији домаћин клао је прасе, а и друга јела су била заступљена.
Кад су косци долазили у двориште домаћина, одлагали су косе и прибор, а дочекивала их је обично млада женска особа са водом и пешкиром гдје су они прали руке и сједали за сто. Сто за којим су косци вечерали обично се постављао напољу испод лозе уз петролејку. Почињало се са ракијом, а послије вечере дјевојка или млада жена из куће домаћина даривала је косце букетом цвијећа и пешкиром. По томе се може закључити да је то био најцјењенији посао на селу у то вријеме.
КОПАЊЕ КУКУРУЗА
Данас се често, да би се спријечило да по кукурузу не буде траве и другог корова, употребљавају хербициди. Некада, када тих препарата није било, а није било ни вештачких ђубрива ни хибридног сјемена, морала се засијати пуно веће површине да би се добио принос који може задовољити потребе домаћинства. У то вријеме сеоско становништво за исхрану породице користило је кукурузни хљеб већи дио времена у години. За стоку кукуруз се користио само ако би шта преостало кад се подмире потребе за прехрану породице. Све се радило ручно и примитивно, орало се воловима и коњима и полудрвеним плугом. Сав кукуруз окопавао се ручно, мотикама.
То је исто био један од послова гдје се радило заједнички и узајамно. Тадашња домаћинства су имала пуно чланова који су били способни за пољопривредне послове, те су себи могли узајмити копаче. Данас се не може замислити слика из тих времена, да на њиви код једног домаћина буде десет па чак и до тридесет копача у истој њиви. Код копања кукуруза најзаступљеније су биле младе жене, било је и мушкараца, али у мањем броју. Посао је био тежак, али весеља и пјесме није недостајало, јер већином су то били млади људи. Нешто слично као код косидбе и код копача кукуруза било је важно ко ће стати на први редак. У највише случајева на први редак би стајала млада жена за коју се зна да је добар копач.
Моја генерација памти кад на нашим ораницама није било наметника као што су кромпирова златица и биљка најпознатији коров звана амброзија, у нашем народу познатија као караузовача. Ти опасни наметници и паразити, највјероватније су увезени са сјеменском робом из прекоокеанских земаља. Сада је питање да ли се то догодило случајно или је била нечија намјера да би се могли продавати препарати за њихово уништавање.
Карактеристично за копаче, јело се увијек доносило на њиву, и то два оброка ручак и ужина. Копачи су пред ручак често погледали у правцу откуд би требало да се појави домаћица са јелом. То су била времена кад се ручак за толико радника носио на обрамици. Обрамица је дрвена мотка која се носи на рамену, а јело које је у лонцима и тепсијама замота се у повразачу и објеси на обрамицу. Тако окићена и у чисто рубље обучена долазила је домаћица својим копачима. Данас да сретнемо такву особу, са таквом опремом, помислили би да долази из неког фолклорног друштва. Ако су и била тешка времена и немаштина, домаћице су се трудиле да своје раднике добро нахране. Нису жалиле труда и воље да би што боље припремиле оброке, а у том јеловнику је морала бити пита или преснац. То су били врхунци кулинарства, јер за торту ми тада нисмо знали.
ТКАЊЕ И ПРАЊЕ РУБЉА
Те послијератне године познате по сиромаштву и немаштини тешко је предочити данашњој генерацији. Цијело друштво је оскудијевало у одјећи, обући, платну и другим потрепштинама. За један дио одјевних предмета у домаћинству бринуле су жене. Скоро свака породица је сијала лан и конопљу, индустријске биљке од којих је прављено платно. То је био читав ланац технолошких радњи да би од лана добили платно. од којег су се ткале кошуље, гаће, вреће за жито, поњаве за простирку и покривање.
Да редом набројим алатке и прибор који је био потребан да би од лана добили платно. То су: ступа којом се лан претвара у кудељу, ту су још гребени и трлица којима се кудеља прочешљава, од кудеље се добија предиво помоћу преслице и вретена. Тада се предиво уз помоћ чекрка и витлића намотава на калеме или мусуре, а потом долази ткање на направи званој натра или стан.
Прање таквог платна, а и осталих одјевних предмета био је јако тежак посао за тадашње жене. Ријеч веш машина тада је била мисаона именица. Није постојао прашак за прање веша, сапуна је такође било мало, ако га је и било ријетко је купован јер је био скуп, а и колике количине су биле потребне да би се опрао тако груби веш. Тадашње становништво се сналазило на свој примитивни и једино могући начин.
За опкухавање веша кориштене су такозване парјаче или парјенице. За то је кориштена већа шупља клада која је постављана усправно, висине око један метар и у њу је слаган веш. Код слагања веша радило се тако да један дио веша сложимо, а онда се поспе пепелом тј. лугом па све тако наизмјенично док се парјача не напуни. Тада се све то залијева кључалом водом и то више пута јер вода на дну парјаче излази ван. Таквим начином прања пепео служи као средство за прање, замјена за данашњи прашак за веш. Послије опкухавања жене товаре веш на обраменицу и на рамену носе до најближег потока или извора, који је понекад удаљен и до километар. На потоку почиње сљедећа радња, а то је испирање веша. Прибор са којим се испире веш је даска на коју се полаже веш и пракљача којом се туче по вешу уз стално намакање веша водом из потока.
Такав опран веш жене доносе кући и вјешају на мотку за сушење. Тај се посао радио љети, али и зими кад су биле најниже температуре. Из данашње перспективе можемо замислити какав је то био мукотрпан посао. Неријетко се могао видјети и такав призор, нарочито зими, жена са опраним вешом на потоку док дође кући на вешу се ухвате леденице.
ЗАБАВНИ ЖИВОТ НА СЕЛУ
За забавни живот послије Другог свјетског рата, па и касније, може се слободно рећи да је био буран и масован. Позната је чињеница тога времена да је свака сеоска породица имала пуно дјеце. Привреда је била неразвијена, дјеца нешколована, стога су била приморана да остану на селу. Такво стање довело је до тога да су сеоске средине биле пребукиране младим људима. Слободно могу тврдити да је у то вријеме свака сеоска породица имала просјечно петоро па и шесторо дјеце. Можете замислити постотак младих људи на број становника.
Млади људи, као и код свих генерација, траже забаву, али је лако и организују јер их је пуно. Најпознатије забаве у то вријеме биле су такозвана сеоска прела. Те забаве организоване су обично суботом и недјељом навече. Најчешћа прела била су у центру села, у храстику код старе школе. Те забаве су биле најпосјећеније, јер је обично било присутно цијело село.
Млади људи су организовали прела и по засеоцима. Прела су се одвијала углавном на отвореном простору, а понекад и у нечијој кући. На прелима се играло коло звано „бруђа“ уз инструмент шаргију, у каснијим периодима шаргији су придодавани виолина и двојинца. Мушкарци су у колу пјевали изворне пјесме намијењене баш за коло. Жеља за забавом код те младе генерације граничила се са фанатизмом. Млади људи одлазили су на прела и у друга села, као у: Корове, Пјеваловац, Агиће, Мишковце, Куљеновце итд. Раздаљина за њих била је шала, а све су обилазили пјешице. Највеће вечерње забаве биле су свадбе, а те забаве називане су „пир“. На таквим забавама често су се догађале непопуларне ствари, тј. туче. Нажалост, туча је било често, увијек је учествовало више особа. Оне су обично завршавале са којом разбијеном главом дрвеним коцем. или, не дај Боже, нож у леђима. Сутрадан би се видјела полицијска патрола у селу и они би обављали свој дио посла.
На сеоским свадбама сватови су се возили у коњским колима, што је било више кола то је била већа атракција и богатија свадба. Коњи су били окићени цвијећем и пешкирима, орма за те прилике купована је нова или је гланцана и дотјеривана стара. Прапорци на коњима су давали музикалност читавој поворци.
У то вријеме није било аутомобила, а и путеви су били такви да су једино коњске запреге могле доћи свакој кући. Тада су домаћини показивали своју моћ у коњским снагама. Ти догађаји били су незаборавни за дјецу, али и за одрасле.
Најсвечаније и врхунац сеоске забаве били су „зборови“. Зборовима су се називали вјерски празници. На тај дан би се ишло у цркву, а поподне се настављало са игром и забавом. У нашем селу то је Спасовдан и увијек је забава и игра била у храстику. На тај дан колоне младих људи слијевале су се са свих страна и из свих сусједних села. За те прилике жене су облачиле народну ношњу, која се састојала од хаљине израђене од бијелог платна, звана рубина. Дјевојке су на главама носиле углавном бијеле мараме, а удате жене тзв. крпе. Још један карактеристичан одјевни предмет који су носиле жене, била је прегача, а то су саме ткале у кућној радиности. То су били љетни празници, па је и раскош у одијевању била разнолика. Дјевојке су мјесецима спремале одјећу баш за тај дан и ту прилику. Свима нама ти дани су остајали као успомена, јер ту су се догађала нова познанства, а требало се показати и видјети ко с ким ашикује. Мушкарци су се одијевали како су знали и умјели, једина карактеристика за то вријеме била је капа, јер без тог одјевног предмета било је срамота доћи на јавно мјесто. Тај обичај послије шездесетих година губи на актуелности.
Поред забаве младих и остало становништво има своје забаве, нарочито у зимском периоду. Пошто није било струје, већ су царовале петролејке уз њих би се навече окупљао цијели заселак у једној кући и то су се звала посијела. На посијелу су дјевојке и жене радиле ручне радове тј. преле, плеле, везле, а мушкарци су у већини случајева играли игру звану „прстен“ или „капа“, а то су називи за исту игру.
Правила игре: Играчи су подијељени у двије групе, од прибора мора бити једанаест приглавака (чарапа ) или капа под које једна екипа скрива прстен, а противничка екипа има задатак да прстен нађе. Није свеједно да ли ће прстен наћи у прва два приглавка или касније и на тај начин се скупљају поени. Игра се до 101. или 201. поена, а потом побједничка екипа тражи од побијеђене да изврше неке радње као што су јахање на вратилу или их побједници брију, а умјесто сапунице употребљавају размућену чађ.
Још једна забава често се организовала на селу, била је везана са традицијом и вјером, звала се „коледавци“ и обављала се десет дана прије Божића . Обично би се окупила већа група младих људи и ноћу обилазила цијели заселак, од куће до куће. Испред сваке куће са пјесмом би захваљивали и благосиљали. Као поклоне би добили намирнице и то: кобасице, сланину, брашно, ракију, шпице итд. Све би то сакупили у једну кућу гдје би се припремило јело, а сви учесници би то појели и попили, а уз јело би се препричавали догађаји током обреда коледовања.
ЈЕЗЕРО
У засеоку Кладари постојало је мало језеро, којег су звали Савкино или Симића језеро. Било је лоцирано на земљишту које је припадало породици Симић, а претходни власник био је Станко Николић. Нико од старије генерације није знао кад је језеро настало. Језеро је имало свој извор који је стално одржавао скоро исти ниво воде. Извор је био у самом језеру, тако да се ниоткуд није могло видјети да вода дотиче. Површина језера је била око 1000 до 1500 m². Највећа дубина је била до 2 метра. Приступ језеру био је пут којим су могла доћи запрежна кола.
Иако су власници језера били породица Симић, прећутно су језеро својатали сви становници Кладара. Сви су мислили да се природа потрудила да нам нешто подари, па то колективно треба и да користимо, тако је и било. Језеро је коришћено вишенамјенски, а нарочито преко љета. Кад су наступиле љетне суше онда су комшије догониле стоку да би је напојиле на језеру. Кад би неко од сељака одлучио ићи у шуму по дрва, а имао је дрвена шинска кола навече би кола угурао у језеро да забрекну тј. да шине затегну на дрвеном точку. У годинама послије Другог свјетског рата језеро је служило за кишељење лана и конопље.
Да пишем о језеру највише ме инспирисала чињеница да је служило многим генерацијама као данас модерни отворени базени за купање. Већ сам поменуо да је природа подарила језеро, а тој природи најзахвалнија су била дјеца Кладара. Свако дијете свој први пливачки замах руком начинило је у нашем драгом језеру.
Љетних дана, а посебно недјељом или каквим вјерским празником, скупине дјеце нађу се у води језера. Они најудаљенији крећу први, успут им се придружују остали весело трчећи из својих дворишта. Доласком на језеро већ у ходу свлаче се кошуље и хлаче, одлажу под шљиву и спремно се скаче у воду уз заглушујућу вриску и лупање рукама и ногама по површини воде.
Посјетиоци језера су најмлађи становници засеока који још не знају пливати или су научили тек пар завеслаја. Језеро је служило као некакав пријемни испит да би се стекло право ићи на Саву.
Сава је била дубока, није имала плићаке гдје би почетници научили основе пливања. На Саву су ишли претежно пливачи, а дјеца мањег узраста и непливачи нису ни могли добити дозволу од родитеља. Зато је језеро било Елдорадо за малишане. Они најмањи су у плићаку језера, гдје је било највише муља, својим прстићима гребали по муљу и опонашали замахе руку и бучно ударали ногама по води. Сви који су већ савладали прве вјештине пливања одлазили би према средини језера и поносно се обазирали да ли их сви гледају. Дјечаци који нису били сигурни у себе, а хтјели су дубље у језеро , доносили су од куће тикве. Везали би двије тикве, канапом стављали око прса и спуштали се у воду. Тикве су служиле умјесто пластичних појасева за пливање. Та дјечја вриска и весеље трајали би све до касно поподне, док не дође вријеме за напасање стоке. Тада би малишани одлазили мокрих глава и гаћа, задовољни дружењем и напретком у умијећу пливања. Понекад би ту дјечју идилу прекидао оштар глас домаћина на чијем је посједу било језеро. Он би обично недјељом послије ручка одмарао и спавао под оскорушом недалеко од језера и кад му досади дјечја вика и цика мало би повикао, а ми би се примирили, али морам признати да је то било ријетко. Та дјечја радост што су имали своје језеро трајала је до краја шездесетих година прошлог вијека. Власници језера су порибили језеро, а кад су хтјели изловити рибу нису имали прави прибор, а и муљ и блато су засметали излов. Они се одлучују да прокопају канал и језеро исуше, то се и догодило, али од тада више није било језера. Посљедице нестанка језера су те да су сљедећих пар генерација остали непливачи. За њихов недостатак умијећа пливања криво је исушено језеро.
И дан данас кад ме пут нанесе крај сувог језера обузме ме нека носталгија за оним данима дјетињства, у ушима ми одзвања вриска и цика дјеце, бацам поглед на суво језеро мислећи да ћу угледати неку ошишану главу на површини воде, или тикве како лелујају по води носећи свог јунака.
ПОБОЉШАЊЕ ЖИВОТА НА СЕЛУ
Побољшање живота на селу почиње крајем шездесетих и почетком седамдесетих година прошлог вијека. Људи са села почињу озбиљније да се баве пољопривредом. Тај помак за остваривање веће производње јесу нова хибридна сјемена кукуруза и пшенице, те већа примјена умјетних ђубрива. Пољопривредници почињу бољом обрадом земљишта, оре се тракторима и почиње примјена хербицида за сузбијање корова.
Кад је у село дошла струја, а то се десило почетком седамдесетих година, од тада село осјећа благодати употребом новог енергента. Тада су многа домаћинства себи приуштила апарате као што су: радио, телевизија, фрижидер итд. Са радијом, а нарочито са телевизијом у сва домаћинства стижу нова сазнања и нова свјетска чуда.
У почетку нису сви себи могли приуштити телевизију, али зато они ријетки који јесу свако вече би имали пуну кућу комшија који су хтјели погледати дневник или какву хумористичну серију. Просторије су биле премале за све, дјеца су обично сједила на поду испред самог екрана. Сви су се дивили тој техници која је преносила глас и слику у исто вријеме, јер је до јуче и обична сијалица била сан. Доласком струје многа домаћинства рјешавају довод воде у кућу. Вода у кући рјешава још један важан проблем, а то је коришћење веш машине. Немјерљива је заслуга проналазача тог апарата, јер данашње домаћице нису ни свјесне шта су подносиле њихове баке, које нису имале прилику да упознају ову технику.
Почела је интензивна градња кућа и других помоћних зграда од чвршћег материјала. Сав бетон и малтер мијешан је ручно, а морамо признати да су то тешки послови. Увођењем струје почело се с набавком мјешалица за бетон. То је био изузетан напредак за сеоско становништво. Колико год су се жене обрадовале веш машини, толико су домаћини мјешалици за бетон.
Крајем шездесетих и почетком седамдесетих још се једна перспектива указала нашим људима из села. Њемачка је отворила границе радној снази из Југославије. Одмах се почело јуришати на њемачку амбасаду и конзулате за добивање виза. Ишло се појединачно, али и у групама и убрзо је цијела тадашња западна Њемачка била преплављена радницима из цијеле Југославије. Људи из села углавном су одлазили на послове у грађевинарству. Дужим боравком у Њемачкој поједини су добивали и боље послове у фабрикама.
Из села је одлазила претежно неквалификована радна снага са ниским школским образовањем, без знања језика. Можемо замислити кроз какав пакао су пролазили ти први гастарбајтери, који су морали радити тешке физичке послове далеко од своје породице. Требало се снаћи у туђем свијету гдје не знаш језик, друга култура живљења, и обичаја, али наш народ је флексибилан и снађе се и у најтежим условима и опстане. Многи, кад су одлазили, планирали су зарадити за најнужније, да би се закрпале основне потребе. Већина је имала потребу за градњом већих и чвршћих кућа и помоћних зграда, па и куповином које пољопривредне машине која би олакшала живот на селу. Сви су ишли са претпоставком: „Кад довољно зарадим, враћам се својој породици и настављам живот тамо гдје сам стао, јер од живота са породицом и својим народом нема веће среће“.
Живот је непредвидив, не можемо увијек онако како смо планирали, јер многе околности одређују правац којим морамо ићи. Појединци су радили пар година и морали се вратити, јер породица, која је остала, није могла без њих. Породицу нису могли водити са собом, јер су то обично били жена, дјеца и стари родитељи. Они, мало упорнији и са другим приликама у породици, остајали су мало дуже јер су имали и другачија размишљања. Хтјели су да им дјеца заврше школу. Пошто су дјеца послије завршене школе гравитирала према градовима, требало је помоћи у стамбеном збрињавању. Те категорије људи су провели петнаестак година на раду у иностранству, тада су већ ушли у зрелије године живота, па им се није исплатило враћати, већ су чекали пензију коју је већина и доживјела.
Прве генерације које су пробиле лед и усталиле се у туђем свијету за собом повлаче младе људе из породице или комшилука који су у пуно повољнијем положају. Млади људи, који немају велике породице, воде са собом жене па и дијете ако се нашло. Обоје се запошљавају и живе скупа са најужом породицом. То је већ подношљивији живот од оног који је поднијела прва генерација. Бити скоро цијели радни вијек одвојен од најуже породице, не присуствовати одрастању своје дјеце и не присуствовати свим другим догађањима у селу као што су свадбе, славе, крштења дјеце и друго било је велико одрицање. Ми данас имамо у страним земљама не другу већ и трећу генерацију која је тамо рођена, одрастала и школовала се. Одрастањем у другој средини те младе генерације попримају навике и обичаје тих средина и оне се постепено асимилирају у њих. Млади људи друге и треће генерације немају жудњу за крајем из кога потичу њихови коријени, као што је то био случај са њиховим очевима или дједовима.
Послије одласка наших људи у европске земље, код нас се осјетила експанзија у изградњи кућа и других помоћних зграда, јер већина је и отишла са том жељом. Ту се у много случајева и претјеривало, јер послије завршене школе дјеца би одлазила у градове гдје су добијала какав такав посао. Велике куће би остајале празне, али сами власници кућа касно би сазнали да су промашили у инвестирању.
Становници села, који нису тражили зараду ван граница, су се озбиљно прихватили пољо-привреде, а на руку су им ишле задруге које су кредитирале кооперанте за узгој пилића бројлера и тов јунади. Те задруге су давале повољне кредите за изградњу објеката, а држава је посредовала при извозу јунећег и пилећег меса познатом купцу. То је све у приличној мјери функционисало, произвођач је био концентрисан само на производњу.
Осамдесетих година, омладина која је завршавала средње школе и занате, се почела запошљавати у дервентској привреди. Године између осамдесетих и деведесетих биле су најбоље године тадашње Југославије. Све установе су функционисале, привреда је радила и била ликвидна, запосленост на завидном нивоу. Једина замјерка таквом друштву је та што је владао једнопартијски систем, који у свијету није уважаван, а до краја није било ријешено национално питање у држави. Тих година догађају се велике политичке ствари у свијету. Пада Берлински зид, уједињују се двије Њемачке које су биле одвојене од 1945. године. Совјетски Савез се распада, европске и балканске земље ослобађају се утицаја Русије и осамостаљују се. Ови догађаји у окружењу утицали су и били претеча распаду Југославије која је била сложена држава од шест република и пет нација. Политичко превирање у Европи поједини народи у републикама су искористили за захтјев за отцјепљење из Југославије. У тим захтјевима подршку су добили од већине западних земаља. Циљ западних земаља био је укидање друштвеног уређења у Југославији и уситњавање државе као такве да би се над њима могао извршити већи утицај. Југославија је тада имала око 22 милиона становника. Најгласнији у тим захтјевима биле су републике Словенија, Хрватска, а затим и Босна и Херцеговина. Године 1990. први пут послије Другог свјетског рата , на изборима учествује више политичких странака. Оснивају се националне странке и почиње да се буди дух прошлости. Екстреми су једва дочекали тај тренутак и почео је раскол између нација, сви су почели да машу националним заставама. Обични људи су били збуњени, јер се нису сналазили у новим околностима. Становништво које је преживјело Други свјетски рат било је забринуто и уплашено, јер је било свјесно шта рат доноси. Људи из села, поучени искуством из Другог свјетског рата и чињенице како су прошли с комшијама Хрватима и Муслиманима, почињу припреме за отпор ако дође до рата, а дошло је.

## Становништво
Трстенци су настањени становништвом српске националности, а понекад се нашла и која породица друге нације. Насеље броји око 250 домаћинстава и око 900 становника.
| Националност       | 1991. | 1981. | 1971. | 1961. |
| Срби               | 861   | 970   | 994   |       |
| Југословени        | 13    | 7     | 1     |       |
| Хрвати             | 6     | 19    | 21    |       |
| Муслимани          |       |       | 4     |       |
| остали и непознато | 14    | 2     | 9     |       |
| Укупно             | 894   | 998   | 1.029 | '     |

| Демографија | Демографија | Демографија |
| Година      | Становника  | Становника  |
| ----------- | ----------- | ----------- |
| 1961.       | 1.072       |             |
| 1971.       | 1.029       |             |
| 1981.       | 998         |             |
| 1991.       | 889         |             |

### Презимена
Најчешћа презимена у Трстенцима су:
- Недић
- Милинковић